# دوري ماكاو لكرة القدم 2008
دوري ماكاو لكرة القدم 2008 هو موسم من دوري ماكاو لكرة القدم. أشرف على تنظيمه اتحاد ماكاو لكرة القدم، وكان عدد الأندية المشاركة فيه 8، وفاز فيه C.D. Monte Carlo ‏.